# 1930 ve filmu

## Události
- 27. února se v pražském kině Alfa na Václavském náměstí se konala premiéra prvního českého zvukového filmu Tonka Šibenice (režie Karel Anton)
- počátkem roku byl ustaven Produkční kodex (známý častěji pod názvem Haysův kodex), vnitřní předpis amerického filmového průmyslu, určující etické standardy týkající se zobrazování zločinu, sexu, násilí a dalších sporných momentů. S různými obměnami vydržel kodex až do roku 1968, kdy byl nahrazen klasifikací filmů podle ratingu.

## Významné filmy
Další filmy roku 1930 naleznete zde
- 1. dubna měl v Berlíně premiéru film režiséra Josefa von Sternberga Modrý anděl (Der Blaue Engel; 1930) s Emilem Janningsem a Marlene Dietrich, který z režiséra a Marlene udělal hvězdy první velikosti
- 24. října měla v pražských kinech Adria a Fénix premiéru první česká filmová veselohra a zároveň také první zvukový film Vlasty Buriana C. a k. polní maršálek

## Cena Akademie filmového umění a věd - Oscar
3. dubna 1930 se uskutečnil v losangeleském hotelu Ambassador slavnostní ceremoniál 2. ročníku předávání výročních cen Akademie filmového umění a věd USA. Oceněny byly filmy dokončené a uvedené do kin v sezóně 1928/1929.
- Nejlepší film: Broadwayská melodie (The Broadway Melody; 1929)
- Nejlepší ženský herecký výkon: Mary Pickfordová za roli ve filmu Koketa (Coquette; 1929)
- Nejlepší mužský herecký výkon: Warner Baxter za roli ve filmu Ve staré Arizoně (In Old Arizona; 1929)
- Nejlepší režie: Frank Lloyd za film Nekorunovaná královna (The Divine Lady; 1929)
- Nejlepší scénář: Hans Kräly za film Patriot (The Patriot; 1928)

5. listopadu 1930 se uskutečnil v losangeleském hotelu Ambassador slavnostní ceremoniál 3. ročníku předávání výročních cen Akademie filmového umění a věd USA. Oceněny byly filmy dokončené a uvedené do kin v sezóně 1929/1930.
- Nejlepší film: Na západní frontě klid (All Quiet on the Western Front; 1930)
- Nejlepší ženský herecký výkon: Norma Shearer za roli ve filmu Rozvedená (The Divorcee; 1930)
- Nejlepší mužský herecký výkon: George Arliss za roli ve filmu Disraeli (Disraeli; 1929)
- Nejlepší režie: Lewis Milestone za film Na západní frontě klid (All Quiet on the Western Front; 1930)
- Nejlepší scénář: Frances Marion za film Lidé za mřížemi (The Big House; 1930)

## Narození
Česko
- 4. března – Blanka Bohdanová, herečka († 3. října 2021)
- 3. června – Václav Vorlíček, režisér († 5. února 2019)
- 24. června – Ilja Racek, herec († 2. srpna 2018)
- 15. září – Petr Haničinec, herec († 7. listopadu 2007)
- 10. listopadu – Josef Vinklář, herec († 18. září 2007)
- 11. listopadu – Antonín Moskalyk, režisér a scenárista († 27. ledna 2006)

Svět

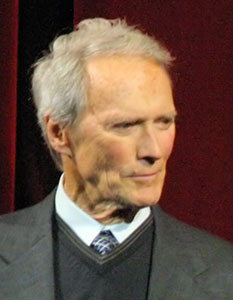
Clint Eastwood (* 31. května)

- 3. ledna – Robert Loggia, americký herec a režisér († 4. prosince 2015)
- 11. ledna – Rod Taylor, australský herec († 7. ledna 2015)
- 30. ledna – Gene Hackman, americký herec
- 27. února – Joanne Woodwardová, americká herečka
- 19. února – John Frankenheimer, americký režisér a producent († 6. července 2002)
- 24. března – Steve McQueen, americký herec († 7. listopadu 1980)
- 24. dubna – Richard Donner, americký herec, režisér a producent († 5. července 2021)
- 25. dubna – Paul Mazursky, americký herec, režisér, scenárista a producent († 30. června 2014)
- 31. května – Clint Eastwood, americký herec, režisér a producent
- 25. srpna – Sean Connery, skotský herec († 31. října 2020)
- 8. září – Mario Adorf, německý herec
- 1. října
  - Richard Harris, irský herec († 25. října 2002)
  - Philippe Noiret, francouzský herec († 23. listopadu 2006)
- 3. prosince – Jean-Luc Godard, francouzský režisér († 13. září 2022)
- 8. prosince – Maximilian Schell, rakouský herec, režisér a producent († 1. února 2014)
- 11. prosince – Jean-Louis Trintignant, francouzský herec († 17. června 2022)
- 17. prosince – Armin Mueller-Stahl, německý herec

## Úmrtí
- 20. února – Mabel Normandová, americká herečka a režisérka (* 16. listopadu 1892)
- 26. srpna – Lon Chaney, americký herec a režisér (* 1. dubna 1883)

## Filmové debuty
- Laurence Olivier
- Buster Crabbe
- Rex Harrison
- Ethel Mermanová